# Bahnradsport-Weltmeisterschaften 1920

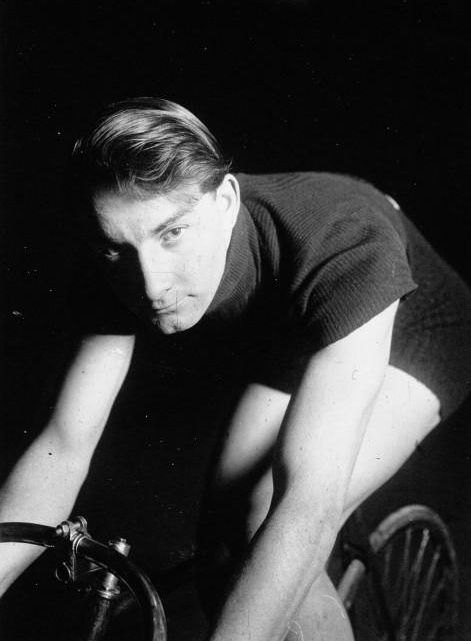
Der Australier Robert Spears wurde Flieger-Weltmeister der Profis.

Die Bahnradsport-Weltmeisterschaften 1920 fanden vom 6. bis 8. August 1920 in Antwerpen statt.
An diesen Weltmeisterschaften durften deutsche Sportler nicht teilnehmen, da der Bund Deutscher Radfahrer aufgrund des Ersten Weltkriegs aus der Union Cycliste Internationale ausgeschlossen worden war. Die deutsche Radsportzeitung Rad-Welt berichtete deshalb nur sehr kurz von dieser WM mit den einleitenden Worten: „Die ‚Weltmeisterschaften’ genannten Rennen in Antwerpen [...].“.
Im selben Jahr fanden auch die Olympischen Spiele in Antwerpen statt. Das Finale des einzigen Wettbewerbs, der bei beiden Veranstaltungen ausgetragen wurde, das Fliegerrennen der Amateure, wurde von den beiden selben Sportlern mit  gleichen Platzierungen beendet. Das Rennen fand zwei Tage nach Ende der Weltmeisterschaften statt.
Berufsfahrer
| Disziplin                | Platz | Land                   | Athlet         |
| ------------------------ | ----- | ---------------------- | -------------- |
| Fliegerrennen über 2 km  | 1     | Australien             | Robert Spears  |
|                          | 2     | Schweiz                | Ernst Kaufmann |
|                          | 3     | Vereinigtes Königreich | William Bailey |
| Steherrennen über 100 km | 1     | Frankreich             | Georges Sérès  |
|                          | 2     | Belgien                | Victor Linart  |
|                          | 3     | Schweiz                | Paul Suter     |

Amateure
| Disziplin               | Platz | Land                   | Athlet          |
| ----------------------- | ----- | ---------------------- | --------------- |
| Fliegerrennen über 2 km | 1     | Niederlande            | Maurice Peeters |
|                         | 2     | Vereinigtes Königreich | Thomas Johnson  |
|                         | 3     | Australien             | Gerald Halpin   |